# Mozzo
Mozzo – miejscowość i gmina we Włoszech, w regionie Lombardia, w prowincji Bergamo.
Według danych na styczeń 2009 gminę zamieszkiwało 7429 osób przy gęstości zaludnienia 2087 os./1 km².